# ティナ・ルイーズ
ティナ・ルイーズ（Tina Louise, 1934年2月11日 - ）は、アメリカ合衆国ニューヨーク州ニューヨーク出身の女優である。

## 人物

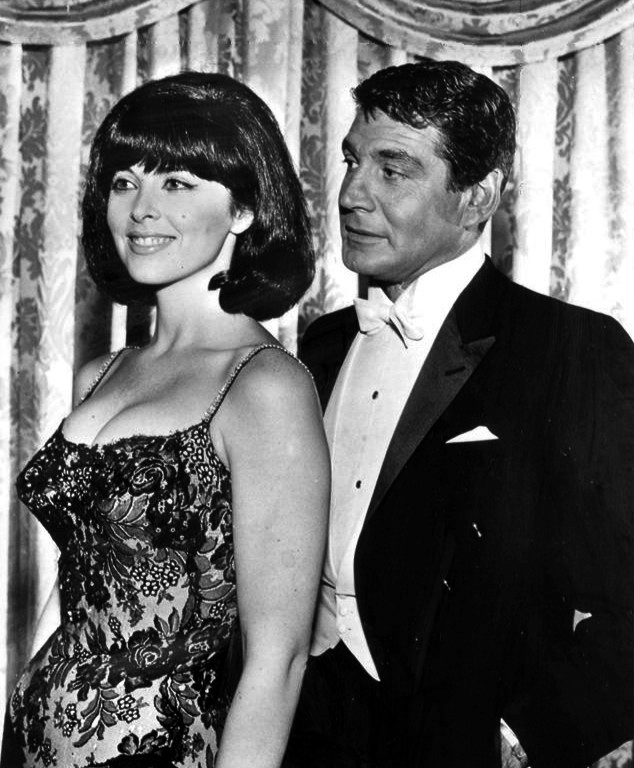
1964年、『バークにまかせろ』のジーン・バリー（右）と

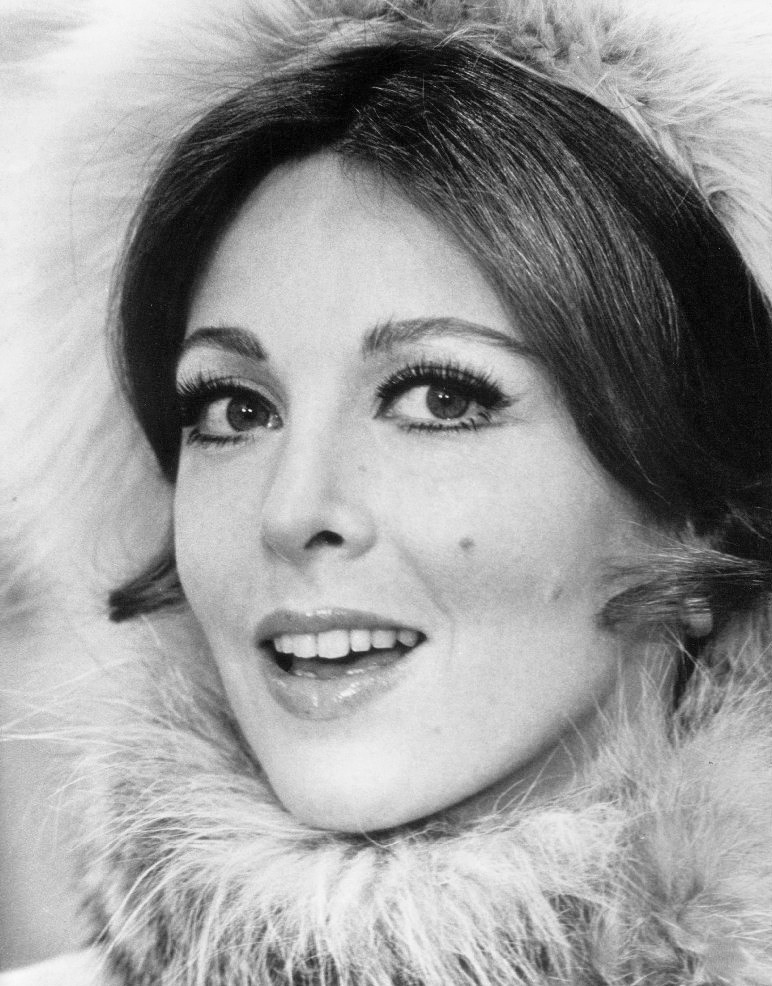
1969年、『ハッピーエンド/幸せの彼方に』

アメリカの映画・ＴＶ女優、歌手。ティナ・ルイスとも表記される。1934年２月11日、ニューヨーク生まれ。本名ティナ・ブラッカー。ユダヤ系イタリア移民の家庭に生まれた。アルバム『イッツ・タイム・フォー・ティナ』（演奏：バディ・ウィード＆ヒズ・オーケストラ）はヴォカル・スタンダードの隠れた人気盤。石原裕次郎も愛聴したことで知られる。アースキン・コールドウェルのベストセラーを映画化した『神の小さな土地』（1958）で映画デビュー。無人島を舞台にした人気TVドラマ『ギリガン君SOS』（1964-67）のジンジャー・グラント役で有名。

## 経歴

### ハリウッドおよび『ギリガン君』
1958年、『真昼の欲情』で映画デビューした。同年、全米芸術振興会は「世界で最も美しい赤毛の人」に選定した。1959年、『無法の拳銃』でロバート・ライアンと共演した。ロバート・テイラーやリチャード・ウィドマークのようなスター俳優の相手役を務めるようになり、シリアスな役柄も多かった。映画『Li'l Abner』、『Operation Petticoat』への出演を断り、ブロードウェイの舞台やイタリアの映画作品に出演した。イタリアではピエトロ・フランチーシ監督の『The Siege of Syracuse』(1960年)、1860年にイタリア統一を目指したジュゼッペ・ガリバルディを描いたロベルト・ロッセリーニ監督の『Garibaldi』(1961年)に出演した。アメリカに戻り、リー・ストラスバーグのもとで演技を学び、アクターズ・スタジオのメンバーとなった。1962年、シットコム『The Real McCoys』のエピソード「Grandpa Pygmalion」にゲスト出演し、ウエストバージニア州出身のカントリー・ガールを演じた。1964年、ビーチ・パーティ映画『踊れ!サーフィン』でボブ・デンバーと共演した。
1964年、ブロードウェイ・ミュージカル『Fade Out – Fade In』を降板し、シットコム『ギリガン君SOS』にてジェーン・マンスフィールド降板後の映画スターのジンジャー・グラント役に配役された。しかし徐々にジンジャー役のイメージがつくことを危惧するようになった。1967年に最終回を迎えたが、大作映画の主演のオファーが来なくなり、キャリアを復活させることができなかった。映画出演やテレビのゲスト出演は続いたが、ルイーズはジンジャー役により映画のキャリアを台無しにされたと繰り返し主張するようになった。そして『ギリガン君』の続編映画『Rescue from Gilligan's Island』(1978年)、『The Castaways on Gilligan's Island』(1979年)、『The Harlem Globetrotters on Gilligan's Island』(1981年)のいずれにも出演しなかった。ジンジャー役はジュディス・ボールドウィン、コンスタンス・フォースランドが後継した。その後もディーン・マーティン演じるマット・ヘルムのスパイ・コメディ『The Wrecking Crew』(1969年)、 『ステップフォードの妻たち』(1975年)に出演した。
1974年、『刑事コジャック』にヘロイン中毒者の役でゲスト出演し、1976年、テレビ映画『Nightmare in Badham County』に看守役で出演するなど、暗い役を演じることでコメディのイメージを払拭しようと努めた。テレビでは他に『Look What's Happened to Rosemary's Baby』(1976年)、『SST: Death Flight』(1977年)、『Friendships, Secrets and Lies』(1979年)、ソープオペラ『ダラス』シーズン1-2に出演した。1984年秋、ソープオペラ『Rituals』においてジョアン・フラグの後継としてテイラー・シャピン役を演じた。

## 出演作品

### 映画
- ジョニー・スエード
- 想い出のデキシー・レーン
- 突撃!O・Cとスティッグス/お笑い黙示録
- スペース・デビル
- 狼獣たちの熱い日
- 20年目の疑惑/女子大生寮に秘められた6人の過去
- ミーン・ドッグ・ブルース
- パニック・イン・SST/デス・フライト
- 女子大生恐怖の体験旅行
- 続・ローズマリーの赤ちゃん/悪魔の子が生まれて8年が経った…
- ステップフォード・ワイフ（チャーマイン・ウインペリス）
- ハッピーエンド/幸せの彼方に
- 悪党谷の二人
- サイレンサー第4弾/破壊部隊
- 踊れ!サーフィン
- 機甲兵団
- スパルタの若獅子
- 無法の拳銃
- 決断
- 真昼の欲情
- 拳銃の罠
- ローンウルフ 真夜中の死闘

### テレビシリーズ
- ギリガン君SOS（映画スター）